# ムイミダス
『ムイミダス』は、読売テレビ製作のバラエティ番組である。製作局の読売テレビでは1990年4月5日から1991年3月まで放送。そのほか、日本テレビ系列局の一部と独立UHF局の一部でそれぞれ放送された。

## 概要
波良野（ぱらの）家4兄弟の家庭を舞台にしたコントがメインの深夜番組である。1回の放送で波良野家のコントが3本程度あり、その合間合間にミニコーナーが挿まれる構成であった。両親は彼らとは離れて暮らしている設定であるために登場しないが、後に次男と入れ替わる形でおじいちゃんが登場するようになった。
番組後期では、上記のコントはほぼ無くなり、変わって「花とみつばち」（後述）がこの番組のメインとなっていった。
番組タイトルは集英社の現代用語事典『イミダス』をもじったもので、ほぼ同一の出演者陣によって展開された前番組『週刊テレビ広辞苑』と『現代用語の基礎体力』の流れを汲んでいた。後番組は『未確認飛行ぶっとい』である。

## 放送局

### 日本テレビ系列局
- 読売テレビ - 1990年4月から1991年3月まで放送。
- 中京テレビ - 1991年4月2日から1991年10月1日まで、毎週火曜 25:35 - 26:05 （日本標準時）に放送。

### 独立UHF局
- 群馬テレビ
- テレビ埼玉
- 千葉テレビ
- テレビ神奈川（TVKテレビ）

## コーナー・出演者

### 波良野家
アパート「ブレードランナー・ハイツ」に暮らす波良野家の面々が繰り広げるコント。
- 升毅 - 波良野タケシ（長男）

職業は小説家。和服を着ていることが多かった。
- 槍魔栗三助 - 波良野サンスケ（次男）、おじいちゃん

サンスケの職業は警察官。当時、槍魔栗が関西ローカルの刑事ドラマ『新・部長刑事アーバンポリス24』にレギュラー出演していたことのパロディである。放映後半でサンスケは登場しなくなり、替わりにおじいちゃんが登場するようになった。
- 古田新太 - 波良野アラタ（三男）

職業はフリーター。常にパンクロッカーのような服装を身に着けていた。
- 羽野晶紀 - 波良野アキ（長女であるが末妹）

高校生。セーラー服を着ていることが多かった。親元を飛び出してきた居候的な身分のため自分の部屋がなく、天井から逆さ吊りで登場するなど時折突拍子もない登場の仕方をしていた。
- 立原啓裕 - でんちゃん

アラタの部屋の窓の外にある電柱につかまって登場する中年男性。自分のことを「おっちゃん」と称していたが、アラタが「おっちゃん」と呼ぶと「おっちゃん言うな」と怒っていた。
- 牧野エミ
- 山西惇

来客や乱入者など、毎回違う役で登場。登場しない時もあった。

### あきのえかき唄
コンピュータグラフィックス（ソニーCP グラフィックコンピュータ）を使って、オリジナルの絵描き歌を歌い描くだけのコーナー。後に唄は無くなり、「あきのおえかき」と改題。
- 羽野晶紀（歌）

### 知っておこう
NHK教育テレビの学校放送番組のような雰囲気でミニコントをするコーナー。オチを敢えて作らないナンセンスかつシュールな内容だった。放送リストは下表を参照。
- 山西惇（ナレーター）

#### 放送リスト
放送日は読売テレビで放送した日を記す。なお、当コーナーにはサブタイトルが無かったため「テーマ」という欄に放送した内容に関する要約を記した。また、内容に記したナレーターのセリフはすべて原文ママである。
| 回   | 放送日             | テーマ                                                                      | 内容 |
| ---- | ------------------ | --------------------------------------------------------------------------- | --- |
| 1    | - 1990年 - 4月05日 | 電球と電池の関係                                                            | 単1形乾電池で白熱電球を破壊した後、ナレーターが電池が硬いことを話す。この回のみエンディング曲が異なる。                                             |
| 2    | 4月12日            | ヒマワリの種を植えて水やり                                                  | ヒマワリの種を植え、それを土で覆って水やりをした後、ナレーターが地面が濡れたことを話す。その後、エンディングに移る。                                |
| 3    | 4月19日            | 大阪城公園駅 → 京橋駅間の所要時間                                           | 大阪環状線の電車（環状内回り〈京橋・大阪方面〉）に乗って計測。画面には車窓とストップウォッチを持った手が映る。                                      |
| 4    | 4月26日            | 金魚の色が赤い理由                                                          | 水槽の中を泳ぐ黒い金魚（出目金）が映る。 |
| 5    | 5月03日            | 磁石の性質                                                                  | U字磁石を右足に落とし、痛がる仕草が映る。 |
| 6    | 5月10日            | フクロウが昼間にじっとしていること                                          | フクロウが飛んでしまい、それが飛んだ先を見失う。 |
| 7    | 5月17日            | 一重まぶたの人の悩み                                                        | VTRに登場する女性が蓄膿症を患っていることを明かす。                                                                                                 |
| 8    | 5月24日            | 背の高い人と背の低い人が同じ時間歩いた時に出る距離の差                      | 背の低い人が途中から走ってしまい、ナレーターが「走っちゃダメだよね」とツッコミを入れる。                                                            |
| 9    | 5月31日            | 児童（4歳）がゆで卵を剥くのが上手いかどうか？                               | ゆで卵を剥くことが出来ず、ナレーターが「うーん、下手だ」と話す。                                                                                    |
| 10   | 6月07日            | サラリーマン（27歳）の50メートル走                                          | サラリーマンが50メートル走を実演した後、そのタイム（9秒3）をナレーターが話す。                                                                      |
| 11   | 6月14日            | 重い荷物（冷蔵庫）を上手に持つ方法                                          | 配送員が1人で冷蔵庫を運ぼうとしたが、運ぶことが出来なかった。                                                                                       |
| 12   | 6月21日            | 待ち遠しい時の時間がどれほど長く感じられるか？                              | コーナータイトルの画面がしばらく映った後（この間は音声なし）、そのままエンディングに移る。                                                          |
| 13   | 6月28日            | 広辞苑に「ちんちん」という言葉の意味がどう記されているか？                  | 広辞苑に記された「ちんちん」の意味が映るが、同語の意味の読み上げは無かった。                                                                        |
| 14   | 7月05日            | ハローページ（大阪市北部版、1989年1月発行）に田中良一郎が何人載っているか？ | 田中良二郎が1人載っていたが、田中良一郎は載っていなかった。ちなみに、田中良一は11人載っていた。                                                     |
| 15   | 7月12日            | 時計の秒針が1周するのに何秒を要するか？                                     | 秒針1回転の時間を計測（秒針1回転で1分となる）。この撮影に用意したアナログ時計をストップウォッチ（画面右上に表示）で計測すると58秒ちょうどであった。 |
| 16   | 7月19日            | 大阪城の石垣にいくつの石が使われているか？                                  | ナレーターが24個まで数えたが、そこで数えるのを止めてエンディングに移った。ちなみに、同城の石垣に使った石（花崗岩）の数は約100万個である。           |
| 17   | 7月26日            | 夢路いとし・喜味こいしの「いとし」はどっちなのか？                          | 夢路いとしと喜味こいしの写真（横並び）が映るが、指を差す時にナレーターは「こいつ」と言う（画面には夢路いとしの方に指差しをする手が映る）。          |
| 18   | 8月02日            | 1円玉の直径は何センチメートル？                                             | 1円玉の直径は20ミリメートルであるが、当コーナーでは29インチテレビ（画面に黄色の定規が映る）で測ると、27センチメートルとなることをナレーターが話す。 |
| 19   | 8月09日            | 赤ちゃんが産まれる場所                                                      | 女性の裸の写真（陰部〈女性器〉に向かって画面がズームする。全面モザイク処理）が映る。その後、ナレーターが「残念だね」と話す。                        |
| 20   | 8月16日            | 空が青い理由                                                                | 街の風景を映した後上空の映像に変わるが、曇り空とその下を飛行する旅客機が映る。ナレーターは「ごめんね」と謝った後、エンディングに移る。              |
| 21   | 8月23日            | 人間が「ふんがー」と言ってしまう状況                                        | スタッフが通行人に「『ふんがー』と言ってもらえます？」と話し、通行人が「ふんがー」と言う。その後、通行人は「何ですか？コレ」と驚き、苦笑いする。    |
| 22   | 8月30日            | 八百屋の店員（40歳）が子供の頃になりたかった職業                            | 八百屋の店員（40歳）が「（子供の頃から）八百屋になりたかった」と明かす。                                                                            |
| 23   | 9月06日            | 両手にグローブ（野球用グラブ）をはめるとどうなるのか？                      | バスを待つ男性が実演し、ポーズを取る。ナレーターが「やっぱりカニか」と話した後、エンディングに移る。                                                |
| 24   | 9月13日            | 地下道を行交う人々の中に「山さん」が何人居るか？                            | 大阪駅前地下道で撮影。スタッフが「山さん」と叫び、振り向いた人を「山さん」としてカウント。                                                          |
| 25   | 9月20日            | 読売テレビの所在地はどこなのか？                                            | 世界地図が映り、日本地図が大写しとなった後、「大阪」に赤と白の点滅矢印が映る。ナレーターは「ココだ」と話した。                                      |
| 26-1 | 9月27日            | 『ムイミダス』について                                                      | 『ムイミダス SPECIAL』（前期総集編）のオープニング映像を流す前（番組開始時）に放送。当番組のリハーサルの様子が映るが、エンディングは無かった。      |
| 26-2 | 9月27日            | 山西惇が演じた役の数（前期のみ）                                            | 山西が演じた役の映像とその数が映る。山西は幅広い役（学生・高齢者・警察官・医師など）を演じ、その総数は前期だけで60（役柄の重複を含む）であった。    |
| 26-3 | 9月27日            | 升毅がやりたい仕事                                                          | 情報センターのCMを基にしたパロディ。升がやりたい仕事の条件を話す（エンディング無し）。                                                              |
| 26-4 | 9月27日            | 牧野エミの胸の辺り                                                          | 「感心しておこう」に改題して放送。牧野の胸の辺りを映そうとするカメラマンと顔を映してほしい牧野のやり取りが映る（楽屋で撮影）。                      |

#### 付記
- オープニング曲は「ピクニックマーチ」、エンディング曲は「じゃぶじゃぶ・せっせっせ」（全作曲：越部信義）であった[注 4]。この2曲は『にこにこぷん』（NHK教育）のサウンドトラック、『NHK にこにこ、ぷん ベスト100』（日本コロムビア）に収録されている[5]。
- 当コーナーのナレーターを務めた山西は2020年7月24日に自身のTwitter（現X）で「知っておこう」が流行[注 5]していることを明かし、当番組を放送した時に産まれなかった世代に流行していることが嬉しいことを語った後、ナレーションが楽しかったことを述懐した[6]。その後、2023年2月22日に自身のTwitter（現X）で再び流行していることを語り、「有り難いです」と感謝している[7]。

### 螺旋の季節（とき）
病院を舞台にしたシリアスな雰囲気のショートドラマ。コメディの要素はほとんどなかった。
- 曲直部耕介 - 升毅
- 曲直部忠介 - 山西惇
- 看護婦和田 - 羽野晶紀
- 進藤恵 - 牧野エミ
- ナレーション - 道浦俊彦（読売テレビアナウンサー）

### 花とみつばち
ヤクザ映画のパロディ。「赤白組」と「果汁組」の対立を軸としたシチュエーション・コメディ。
- 赤白組組長 山口あき - 羽野晶紀

### ウルトラドン
『ウルトラマン』のパロディ。本家と違って怪獣がいつも同じウルトラドンで、対するヒーローが毎回変わる。
- ウルトラドン - 山西惇
- アラタ隊員 - 古田新太

## オープニングテーマ
- おかげ様ブラザーズ「人間ポンプ」[注 6]

## スタッフ
- ディレクター - 川口裕（東通企画）、落合秀昭（東通企画）
- 構成 - かわら長介、東野博昭、倉本美津留
- 技術 - 宮内良一、菊川雄二
- 美術 - 綿谷登
- 照明 - 浜野眞治
- 音声 - 高添優
- 音効 - 久保秀夫、中村康治
- 技術協力 - タクビデオ
- 編集 - メディアプラザ
- 協力 - リコモーション
- 制作協力 - 東通企画
- プロデューサー - 竹内伸治、川口裕（東通企画）
- チーフプロデューサー - 豊永幸男
- 制作著作 - よみうりテレビ

## 特別番組
2008年3月8日と同年3月15日に、読売テレビで下記のDVD発売宣伝告知を兼ねた特別番組『現代用語のムイミダス ぶっとい広辞苑』が放送された。放送時間はともに24:50 - 26:15（深夜の単発番組放送枠『Y.A.P.P.Y.』で放送）であった。なお、同番組は2011年5月1日と同年5月8日にサンテレビでも放送された。

### 放送内容
当番組および『週刊テレビ広辞苑』・『現代用語の基礎体力』・『未確認飛行ぶっとい』の各番組内で放送したコントおよび「現代の匠」（『週刊テレビ広辞苑』）や「名探偵鼻血小五郎」（『現代用語の基礎体力』）などのシリーズコントの新作を放送した。

### 出演
- 生瀬勝久
- 古田新太
- 立原啓裕
- 牧野エミ
- 山西惇
- みやなおこ
- 山内圭哉
- 升毅
- 羽野晶紀

## 映像作品
当番組および『現代用語の基礎体力』・『未確認飛行ぶっとい』の各番組内で放送したコントを基にしたDVD3作品が、2008年4月23日にジェネオンエンタテインメント（現：NBCユニバーサル・エンターテイメントジャパン）より同時発売された。DVD作品に関する情報は下記を参照。
- 「現代用語のムイミダス ぶっとい広辞苑 其の壱」[10]
- 「現代用語のムイミダス ぶっとい広辞苑 其の弐」[11]
- 「現代用語のムイミダス ぶっとい広辞苑 DVD-BOX」[12]